# Söderby-Karl
Söderby-Karl, ibland även Söderbykarl, är en tätort i Norrtälje kommun i Stockholms län och kyrkbyn i Söderby-Karls socken. 
Här ligger Söderby-Karls kyrka och här finns även Söderby-Karls skola.

## Befolkningsutveckling
| Befolkningsutvecklingen i Söderby-Karl 1960–2020                                                                   | Befolkningsutvecklingen i Söderby-Karl 1960–2020 | Befolkningsutvecklingen i Söderby-Karl 1960–2020 | Befolkningsutvecklingen i Söderby-Karl 1960–2020 | Befolkningsutvecklingen i Söderby-Karl 1960–2020 |
| --- | ------------------------------------------------ | ------------------------------------------------ | ------------------------------------------------ | ------------------------------------------------ |
| |                                                  |                                                  |                                                  |                                                  |
| År |                                                  |                                                  | Folkmängd                                        | Areal (ha)                                       |
| 1960 | 1960                                             |                                                  | 176                                              | ¤                                                |
| 1980 | 1980                                             |                                                  | 223                                              | 90                                               |
| 1990 | 1990                                             |                                                  | 240                                              | 81#                                              |
| 1995 | 1995                                             |                                                  | 214                                              | 67                                               |
| 2000 | 2000                                             |                                                  | 205                                              | 67                                               |
| 2005 | 2005                                             |                                                  | 217                                              | 67                                               |
| 2010 | 2010                                             |                                                  | 231                                              | 67                                               |
| 2015 | 2015                                             |                                                  | 268                                              | 86                                               |
| 2020 | 2020                                             |                                                  | 302                                              | 86                                               |
| Anm.: Ny tätort 1980, ej tätort 1990, åter tätort 1995. ¤ Som tätortsbebyggelse med 150-199 invånare # Som småort. |                                                  |                                                  |                                                  |                                                  |